# Perceptive Pixel
Perceptive Pixel è una società fondata da Jefferson Y. Han nel 2006.
È nata dall'istituto NYU Courant di scienze matematiche per sviluppare e mettere sul mercato i più avanzati sistemi multi-touch (schermi sensibili al tatto in più punti) al mondo.
Altri progetti simili sono stati pensati dalla Apple con iPhone e con iPod touch, e in seguito al successo riscattato da Apple, anche da Microsoft con Microsoft Surface nel 2007.